# Онищенко Олександр Павлович
Олександр Павлович Онищенко (1931, місто Маріуполь, тепер Донецької області — загинув 25 лютого 1977, місто Москва) — український радянський партійний діяч, 2-й секретар Житомирського обкому КПУ. Депутат Верховної Ради УРСР 8—9-го скликань. Член Ревізійної Комісії КПУ в 1976 — лютому 1977 р.

## Біографія
Народився в родині робітника.
Освіта вища. У 1955 році закінчив Ждановський металургійний інститут Сталінської області.
У 1955—1956 р. — помічник майстра, старший вальцювальник Макіївського металургійного заводу імені Кірова Сталінської області.
Член КПРС з 1955 року.
У 1956—1960 р. — завідувач відділу Кіровського районного комітету КПУ міста Макіївки, секретар партійного комітету КПУ тресту «Макіївбуд» Сталінської області, інструктор Сталінського обласного комітету КПУ.
У 1960—1969 р. — інструктор, завідувач сектору ЦК КП України.
У 1969 — лютому 1977 р. — 2-й секретар Житомирського обласного комітету КПУ.
Загинув під час пожежі в готелі «Россия» у Москві. 1 березня 1977 року похований у місті Житомирі.

## Нагороди
- три ордени Трудового Червоного Прапора
- медалі